# Князево (Волховский район)
Кня́зево — деревня в Пашском сельском поселении Волховского района Ленинградской области.

## История
На карте Санкт-Петербургской губернии Ф. Ф. Шуберта 1834 года упоминается деревня Князева, состоящая из 26 крестьянских дворов.

КНЯЗЕВО — деревня принадлежит Казённому ведомству, число жителей по ревизии: 43 м. п., 42 ж. п.. (1838 год)

Деревня Князево из 26 дворов отмечена на карте Ф. Ф. Шуберта 1844 года.

КНЯЗЕВА — деревня Ведомства государственного имущества, по просёлочной дороге, число дворов — 20, число душ — 49 м. п. (1856 год)

КНЯЗЕВА — деревня казённая при реке Козопаше, число дворов — 19, число жителей: 62 м. п., 60 ж. п. (1862 год)

Согласно карте из «Исторического атласа Санкт-Петербургской Губернии» 1863 года река на которой расположена деревня называлась Коза-Паша.
Согласно епархиальным сведениям 1899 года деревня относилась к приходу церкви Рождества Христова Пашского погоста Новоладожского уезда в Надкопанье.
В конце XIX — начале XX века деревня административно относилась к Доможировской волости 3-го стана Новоладожского уезда Санкт-Петербургской губернии.
С 1917 по 1927 год деревня Князево входила в состав Князевского сельсовета Доможировской волости Волховского уезда.
С 1927 года в составе Пашского района. В 1927 году население деревни Князево составляло 149 человек.
С 1928 года в составе Карпинского сельсовета.
По данным 1933 года деревня Князево входила в состав Карпинского сельсовета Пашского района.

Деревня Князево на карте 1940 года

С 1955 года в составе Новоладожского района.
В 1958 году население деревни Князево составляло 39 человек.
С 1963 года в составе Волховского района.
По данным 1966, 1973 и 1990 годов деревня Князево входила в состав Пашского сельсовета Волховского района.
В 1997 году в деревне Князево Пашской волости проживал 1 человек, в 2002 году — 7 человек (все русские).
В 2007 и в 2010 годах в деревне Князево Пашского СП не было постоянного населения.

## География
Деревня расположена в северо-восточной части района близ автодороги 41К-193 (Паша — Загубье).
Расстояние до административного центра поселения — 7 км.
Расстояние до ближайшей железнодорожной станции Паша — 6 км.
Деревня находится на левом берегу реки Косопаша.

## Демография
| 1838 | 1862 | 1997 | 2002 | 2007 | 2010 | 2012 |
| ---- | ---- | ---- | ---- | ---- | ---- | ---- |
| 85   | ↗122 | ↘1   | ↗7   | ↘0   | →0   | ↗11  |
| 2017 |      |      |      |      |      |      |
| ↘7   |      |      |      |      |      |      |

### Национальный состав
Согласно данным Всероссийской переписи населения 2021 года в деревне проживали 5 человек, из них:
 русские — 4, таджики — 1 человек.